# Joan Nin i Porta
Joan Nin i Porta, conegut com a «Vell Botafoc» (1877 - mort a Sant Vicenç de Calders, 22 d'octubre de 1919), era procurador i propietari rural del Vendrell, nomenat president de l'Associació de Propietaris del Vendrell i caporal del districte del Sometent. Fou elegit compromissari de la Diputació Provincial el 1914. Havia format part també de la junta directiva del Casino Circ del Vendrell.
Aquesta associació de latifundaris del Vendrell era una reacció contra la rebel·lia dels pagesos que se sentien explotats per part dels propietaris que volien que els pagesos continuessin treballant amb les mateixes condicions contractuals d'abans, malgrat la carestia de la vida i l'escassetat de tota mena productes per la guerra. En resultava una lluita llarga i violenta amb accions directes contra béns i persones.
Fou assassinat d'un tret mentre llaurava la seva finca al terme de Sant Vicenç de Calders el 22 d'octubre de 1919. Després de rebre el tret a l'esquena va ser traslladat al poble, on morí. Van ser detinguts, acusats de l'assassinat, els militants llibertaris Pau Padró i Cañellas («Pau de la Sagna») i Jaume Calvet i Cabayol, que foren alliberats el març de 1920. Uns mesos abans, algú o alguns li havien tallat els brots d'uns mil vuit-cents ceps de la seva terra del terme municipal del Vendrell, en un acte que fou considerat degut a alteracions socials.
Els seus fills, Joan i Albert Nin i Güell, foren també assassinats en ple carrer dels Cafès el 3 de novembre de 1936 a mans de la repressió local.